# ابن ابی‌جراده حلبی
عمر بن محمد عُقیلی حلبی شهرت‌یافته به ابن ابی‌جَرادة حلبی (۱۲۹۰ - ۱۳۳۳) قاضی، فقیه و شاعر شامی بود.